# Encarsia duorunga
Encarsia duorunga är en stekelart som beskrevs av Hayat 1989. Encarsia duorunga ingår i släktet Encarsia och familjen växtlussteklar. Inga underarter finns listade i Catalogue of Life.